# Limotettix cacheola
Limotettix cacheola är en insektsart som beskrevs av Ball 1928. Limotettix cacheola ingår i släktet Limotettix och familjen dvärgstritar. Inga underarter finns listade i Catalogue of Life.